# Stephanie Horovitz
Stephanie Horovitz (auch Stefanie; geboren 17. April 1887 in Warschau, Russisches Kaiserreich; gestorben 1942 im Vernichtungslager Treblinka) war eine polnisch-jüdische Chemikerin und Psychologin.

## Leben
Horovitz war die Tochter des Malers Leopold Horovitz. Sie studierte ab 1907 an der Universität Wien, wo sie 1914 bei Guido Goldschmiedt mit einer Arbeit über Umgruppierungen bei Chinonen unter Schwefelsäure einen Doktorgrad in Chemie erwarb. Ab etwa 1913/1914 gehörte sie zu der Arbeitsgruppe von Otto Hönigschmid am Institut für Radiumforschung Wien, während dieser bereits eine Professur an der Deutschen Technischen Hochschule Prag innehatte.
Für Hönigschmid bestimmte Horovitz mit großem Fleiß und hoher Präzision das Atomgewicht von Blei aus radioaktiven Quellen, insbesondere Pechblende aus Joachimsthal. Mit dem bestimmten Atomgewicht von Blei aus Joachimsthaler Pechblende von 206,736 gegenüber 207,190 bei „normalem“ Blei geriet das bisherige Konzept einer Invariabilität der Atomgewichte ins Wanken. Die Ergebnisse wurden an Material aus Norwegen („Bröggerit“), das wahrscheinlich von Ellen Gleditsch stammte, und anderen Proben bestätigt. Auch Hönigschmids Lehrer Theodore William Richards konnte die Ergebnisse von Hönigschmid und Horovitz reproduzieren. In der Folge wandte Horovitz sich dem „Ionium“ zu, das zunächst für ein eigenes Element gehalten wurde, für das sie aber nachweisen konnte, dass es ein Isotop des Thorium ist. Dies waren die letzten wissenschaftlichen Veröffentlichungen von Stephanie Horovitz.
Nach dem Ende des Ersten Weltkriegs verließ Horovitz die Chemie und wandte sich der Gruppe von Alfred Adler und der Individualpsychologie zu. Gemeinsam mit Alice Friedmann eröffnete sie in Wien ein individualpsychologisch orientiertes Heim für Kinder und junge Erwachsene.
1937 – nach dem Tod ihrer Eltern – zog Horovitz zu ihrer Schwester nach Warschau. Beide konnten nach der Errichtung des Warschauer Ghettos (1940) zunächst aus diesem fliehen. Um die Menschen, bei denen sie sich versteckt hatten, nicht in Gefahr zu bringen, meldeten sie sich aber am Umschlagplatz am Warschauer Ghetto, als die Nazis 1942 die „Umsiedlung“ der Juden in den Osten anordneten. Stephanie Horovitz und ihre Schwester wurden in das Vernichtungslager Treblinka deportiert und dort ermordet.